# Symfonie nr. 19 (Weinberg)
Mieczysław Weinberg voltooide zijn Symfonie nr. 19 "Heldere mei" in 1985. De symfonie maakt deel uit van een drieluik Op de drempel van oorlog, samen met Symfonie nr. 17 en nr. 18. De drieluikconstructie is niet terug te vinden in de eerste uitvoeringen. De symfonieën nrs. 17 en 18 waren al lang en breed gespeeld tijdens muziekfestivals in 1984 en 1985. Symfonie nr. 19 kwam pas voor het daglicht op 23 november 1986. De première was weggelegd voor Vladimir Fedoseyev, promotor van Weinbergs muziek, en het Radiosymfonieorkest van de Sovjet-Unie.
De symfonie kreeg een motto Zege mee van de schrijfster Anna Achmatova, een schrijfster die onder Jozef Stalin in de ban was gedaan en pas veel later rehabilitatie kreeg. Het motto:
De zege staat voor de deur
Hoe moeten we deze welkome gast ontvangen
Vrouwen zullen hun kinderen opvoeden, die zijn gered uit de duizenden doden
Dat zal de beste groet zijn.
De symfonie is eendelig en duurt “slechts” vierendertig minuten. De verwijzing naar mei volgt uit het einde van de Tweede Wereldoorlog in Rusland. De verschrikkingen zouden ten einde zijn. Zij werden echter opgevolgd door de voortzetting van verschrikkingen onder het bewind van Jozef Stalin.  

## Orkestratie
- 4 dwarsfluiten, 3 hobo’s, 4 klarinetten, 2 fagotten, 3 saxofoons
- 6 hoorns, 4 trompetten, 4 trombones, 1 tuba
- pauken, 3 man/vrouw percussie, 2 harp
- violen, altviolen, celli, contrabassen

Nr. 1 · Nr. 2 · Nr. 3 · Nr. 4 · Nr. 5 · Nr. 6 · Nr. 7 · Nr. 8 · Nr. 9 · Nr. 10 · Nr. 11 · Nr. 12 · Nr. 13 · Nr. 14 · Nr. 15 · Nr. 16 · Nr. 17 · Nr. 18 · Nr. 19 · Nr. 20 · Nr. 21 · Nr. 22